# Nebraska
Nebraska este unul din statele aparținând porțiunii Statelor Unite ale Americii cunoscută ca Great Plains.  Originea cuvântului Nebraska se găsește în limba unui trib nativ nord-american, Otoe, în care înseamnă "apă plană", dată râului Platte care curge prin stat.  Cândva considerat a fi parte a Marelui Deșert American (conform originalului Great American Desert), este astăzi unul din statele cu agricultura cea mai avansată.  Locuitorii statului (numiți în engleză "Nebraskans") au fost printre cei care au practicat agricultură științifică pentru a transforma preria statului într-o zonă "domesticită", propice atât creșterii plantelor cât și a animalelor.  O bună parte a istoriei statului este evoluția relațiilor dintre fermierii locali și natură, respectiv transformarea agricolă a largilor suprafețe necultivabile în cele folosibile.  Nativii statului Nebraska sunt uneori numiți amical "Cornhuskers", ca o derivare a numelui de alint al statului.

## Geografie
Vecini : Iowa (Est), Missouri (Sud-Est), Kansas (Sud), Colorado (Sud-Vest), Wyoming (Vest) și Dakota de Sud (Nord)

## Demografie

### 2010
Populația totală a statului în 2010: 1,826,341
Structura rasială în conformitate cu recensământul din 2010:
- 86.1% Albi (1,572,838)
- 4.5% Negri (82,885)
- 1.0% Americani Nativi (18,427)
- 1.8% Asiatici (32,293)
- 0.1% Hawaieni Nativi sau locuitori ai 
Pacificului (1,279)
- 2.2% Două sau mai multe rase (39,510)
- 4.3% Altă rasă (79,109)
- 9.2% Hispanici sau Latino (de orice rasă) (167,405)

## Climat
| Lincoln    | Lincoln           | Lincoln           | Lincoln            | Lincoln               |
| Luna       | Temperatura       | Temperatura       | Temperatura        | Nivel de precipitații |
| Luna       | Media             | Maxim             | Minim              | Nivel de precipitații |
| ---------- | ----------------- | ----------------- | ------------------ | --------------------- |
| Ianuarie   | -5.9 °C (21.3 °F) | 0.2 °C (32.4 °F)  | -12.2 °C (10.1 °F) | 14 mm (0.54 in)       |
| Februarie  | -3.0 °C (26.6 °F) | 3.3 °C (37.9 °F)  | -9.4 °C (15.1 °F)  | 18 mm (0.72 in)       |
| Martie     | 3.7 °C (38.6 °F)  | 10.2 °C (50.3 °F) | -2.9 °C (26.8 °F)  | 53 mm (2.09 in)       |
| Aprilie    | 10.9 °C (51.7 °F) | 18.0 °C (64.4 °F) | 3.8 °C (38.9 °F)   | 70 mm (2.76 in)       |
| Mai        | 16.7 °C (62.1 °F) | 23.4 °C (74.2 °F) | 10.0 °C (50.0 °F)  | 99 mm (3.90 in)       |
| Iunie      | 22.5 °C (72.5 °F) | 29.3 °C (84.7 °F) | 15.7 °C (60.2 °F)  | 99 mm (3.89 in)       |
| Iulie      | 25.7 °C (78.2 °F) | 32.2 °C (90.0 °F) | 19.1 °C (66.3 °F)  | 81 mm (3.20 in)       |
| August     | 23.9 °C (75.0 °F) | 30.4 °C (86.7 °F) | 17.4 °C (63.3 °F)  | 87 mm (3.41 in)       |
| Septembrie | 18.5 °C (65.3 °F) | 25.1 °C (77.2 °F) | 11.8 °C (53.2 °F)  | 88 mm (3.48 in)       |
| Octombrie  | 12.0 °C (53.6 °F) | 19.3 °C (66.7 °F) | 4.7 °C (40.5 °F)   | 54 mm (2.12 in)       |
| Noiembrie  | 3.8 °C (38.8 °F)  | 10.1 °C (50.2 °F) | -2.6 °C (27.3 °F)  | 32 mm (1.27 in)       |
| Decembrie  | -3.6 °C (25.6 °F) | 2.1 °C (35.8 °F)  | -9.2 °C (15.4 °F)  | 22 mm (0.88 in)       |
| Annuală    | 10.5 °C (50.9 °F) | 17.0 °C (62.7 °F) | 3.9 °C (39.0 °F)   | 718 mm (28.26 in)     |

| Scottsbluff, Nebraska | Scottsbluff, Nebraska | Scottsbluff, Nebraska | Scottsbluff, Nebraska | Scottsbluff, Nebraska |
| Luna                  | Temperatură           | Temperatură           | Temperatură           | Nivel de precipitații |
| Luna                  | Mean                  | Maximum               | Minimum               | Nivel de precipitații |
| --------------------- | --------------------- | --------------------- | --------------------- | --------------------- |
| Ianuarie              | -3.9 °C (24.9 °F)     | 3.3 °C (37.9 °F)      | -11.2 °C (11.8 °F)    | 13 mm (0.50 in)       |
| Februarie             | -1.0 °C (30.2 °F)     | 6.4 °C (43.6 °F)      | -8.4 °C (16.8 °F)     | 12 mm (0.47 in)       |
| Martie                | 2.3 °C (36.2 °F)      | 10.2 °C (50.3 °F)     | -5.5 °C (22.1 °F)     | 28 mm (1.09 in)       |
| Aprilie               | 8.1 °C (46.5 °F)      | 16.3 °C (61.4 °F)     | -0.3 °C (31.5 °F)     | 40 mm (1.58 in)       |
| Mai                   | 13.6 °C (56.4 °F)     | 21.6 °C (70.9 °F)     | 5.4 °C (41.8 °F)      | 70 mm (2.77 in)       |
| Iunie                 | 19.6 °C (67.3 °F)     | 27.8 °C (82.0 °F)     | 11.5 °C (52.7 °F)     | 67 mm (2.64 in)       |
| Iulie                 | 23.4 °C (74.2 °F)     | 32.1 °C (89.7 °F)     | 14.8 °C (58.7 °F)     | 52 mm (2.06 in)       |
| August                | 22.0 °C (71.6 °F)     | 30.7 °C (87.2 °F)     | 13.3 °C (56.0 °F)     | 27 mm (1.07 in)       |
| Septembrie            | 16.3 °C (61.4 °F)     | 25.1 °C (77.2 °F)     | 7.5 °C (45.6 °F)      | 28 mm (1.10 in)       |
| Octombrie             | 9.8 °C (49.6 °F)      | 18.6 °C (65.5 °F)     | 0.9 °C (33.7 °F)      | 21 mm (0.81 in)       |
| Noiembrie             | 2.4 °C (36.3 °F)      | 10.1 °C (50.2 °F)     | -5.3 °C (22.4 °F)     | 16 mm (0.62 in)       |
| Decembrie             | -3.2 °C (26.2 °F)     | 4.2 °C (39.5 °F)      | -10.6 °C (12.9 °F)    | 14 mm (0.56 in)       |
| Annuală               | 9.2 °C (48.5 °F)      | 17.2 °C (63.0 °F)     | 1.1 °C (33.9 °F)      | 388 mm (15.27 in)     |

Studiile de la National Wildlife Federation conclud că încalzirea globață a planetei are putea avea efecte negative asupra ecologiei și economiei statului Nebraska , prin intermediul unor secete puternice care ar putea conduce la condiții similare cu cele din 1930 - Dust bowl -  și la creșterea populației de țânțari.

## Religie
Preferințele religioase ale locuitorilor statului sunt:
- Creștini – 90%
  - Protestanți – 61%
    - Lutherani – 16%
    - Methodiști – 11%
    - Baptist – 9%
    - Presbyterian – 4%
    - Alte religii protestante – 21%

  - Roman Catholic – 28%
  - Alte religii creștine – 1%
- Alte religii – 1%
- Nepracticanți – 9%

## Transporturi

### Căi ferate
Nebraska are o istorie bogată în ceea ce privește căile ferate. Union Pacific Railroad, cu sediul în Omaha, a fost înfiindțată pe 1 iulie 1862, înaintea semnării „Pacific Railway Act of 1862”.  Prima cale ferată transcontinentală trece prin interiorul statului.
Alte căi ferate majore în statul Nebraska sunt: Amtrak; BNSF Railway; Dakota, Minnesota and Eastern Railroad; și Iowa Interstate Railroad.

### Drumuri și șosele
Autostradele din Nebraska sunt:
- 76, 80, 129, 180, 480, 680

U.S. Routes din Nebraska sunt:
- 6, 20, 26, 30, 34, 73, 75, 77, 81, 83, 136, 138, 159, 183, 275, 281, 283, 385

Format:US state insignia

## Orașe importante
Toate datele de mai jos sunt estimări din anul 2004 de la Census Bureau.

### Cele mai mari orașe
| 100,000+ population                   | 10,000+ population | 10,000+ population |
| ------------------------------------- | --- | --- |
| - Omaha - 409,416 - Lincoln - 236,146 | - Bellevue - 47,347 - Grand Island - 44,287 - Kearney - 28,640 - Fremont - 25,272 - Norfolk - 24,072 - North Platte - 23,944 - Hastings - 23,404 | - Columbus - 20,881 - Papillion - 19,497 - Scottsbluff - 14,767 - La Vista - 14,685 - Beatrice - 12,963 - South Sioux City - 12,142 - Lexington - 10,056 |

### Arii urbane
| Metropolitan areas | Micropolitan areas                                                                                       | Micropolitan areas                                                                                      |
| --- | --- | --- |
| - Omaha-Council Bluffs - 683,705 (porținea din Nebraska), 813,170 (total pentru Nebraska și Iowa) - Lincoln - 275,820 - Sioux City, Iowa - 26,722 (porținea din Nebraska) | - Grand Island - 69,685 - Kearney - 50,286 - Norfolk - 49,964 - Hastings - 37,691 - Scottsbluff - 37,393 | - North Platte - 36,213 - Fremont - 36,066 - Columbus - 31,245 - Lexington - 26,566 - Beatrice - 23,436 |

Alte arii de importanță
- Grand Island, Hastings și Kearney formează zona “Tri-Cities”.
- Colțul nord-est al statului Nebraska face parte din regiunea Siouxland.

## Educație

### Universități
| Rețeaua de universități a University of Nebraska - University of Nebraska-Lincoln - University of Nebraska at Kearney - University of Nebraska at Omaha - University of Nebraska Medical Center - Nebraska College of Technical Agriculture Rețeaua de universități Nebraska State College System - Chadron State College - Peru State College - Wayne State College | Universități private - Bellevue University - Clarkson College - College of Saint Mary - Concordia University - Creighton University - Dana College - Doane College - Grace University - Hastings College - Midland Lutheran College - Nebraska Christian College - Nebraska Methodist College - Nebraska Wesleyan University - Summit Christian College - Union College - York College | Rețeaua de universități Nebraska Community College Association - Central Community College - Little Priest Tribal College - Metropolitan Community College - Mid-Plains Community College - Nebraska Indian Community College - Northeast Community College - Southeast Community College - Western Nebraska Community College |